# Simeon Nwankwo
Simeon Nwankwo (Lagos, Nigeria, 7 de mayo de 1992), más conocido como Simy, es un futbolista nigeriano. Juega de delantero y su equipo es la U. S. Salernitana 1919 de la Serie B italiana.

## Selección nacional
Ha sido internacional con la selección de fútbol de Nigeria. Debutó internacionalmente el 28 de mayo de 2018 contra la selección de Congo. Días después, fue convocado para la Copa Mundial de Fútbol de 2018.

### Participaciones en Copas del Mundo
| Mundial                | Sede  | Resultado    | Partidos | Goles |
| ---------------------- | ----- | ------------ | -------- | ----- |
| Copa Mundial FIFA 2018 | Rusia | Primera fase | 2        | 0     |

## Clubes
| Club                            | País     | Año           |
| ------------------------------- | -------- | ------------- |
| Portimonense S. C.              | Portugal | 2011-2013     |
| Gil Vicente F. C.               | Portugal | 2013-2016     |
| F. C. Crotone                   | Italia   | 2016-2022     |
| U. S. Salernitana 1919 (cedido) | Italia   | 2021-2022     |
| U. S. Salernitana 1919          | Italia   | 2022-presente |
| Parma Calcio 1913 (cedido)      | Italia   | 2022          |
| Benevento Calcio (cedido)       | Italia   | 2022-2023     |